# デミアン・マイア
デミアン・マイア（Demian Maia、1977年11月6日 - ）は、ブラジルの男性柔術家、総合格闘家。サンパウロ州サンパウロ出身。ヴァンジ・ファイトチーム所属。
ムンジアル、コパドムンド、アブダビコンバット等、権威あるグラップリングの大会で優勝経験を持つ。

## 来歴
幼少時の4歳から6歳まで柔道を学び、その後は12歳から19歳まで空手、カンフーなどを経験。19歳の時、いとこの紹介でブラジリアン柔術を始めてからは柔術に熱中し、サンパウロの大学に通いながらトレーニングを続け、2001年12月には黒帯を授与された。
2003年の柔術オリンピック世界杯（コパドムンド）では、アブソルート（無差別）級でガブリエル・ゴンザーガに優勢勝ちし、優勝を果たした。
2003年11月1日、日本で開催されたブラジリアン柔術大会「DESAFIO（デサフィオ）」に出場し、馬場弘樹に膝十字固めで一本勝ちを収めた。
2007年5月に行われた第7回アブダビコンバットでは岡見勇信、フラビオ・アルメイダらを破り、88 kg未満級で優勝を果たした。

### UFC
2007年10月20日、UFC初参戦となったUFC 77でライアン・ジェンセンと対戦し、チョークスリーパーで一本勝ち。サブミッション・オブ・ザ・ナイトを受賞した。
2008年4月19日、UFC 83でエド・ハーマンに三角絞めで一本勝ちし、2戦連続でサブミッション・オブ・ザ・ナイトを受賞した。8月9日のUFC 87でジェイソン・マクドナルドにチョークスリーパーで一本勝ちし、3戦連続でサブミッション・オブ・ザ・ナイトを受賞した。
2009年2月21日、UFC 95でチェール・ソネンに三角絞めで一本勝ちし、4度目のサブミッション・オブ・ザ・ナイトを受賞した。8月29日、UFC 102でネイサン・マーコートと対戦。開始直後のカウンターの右ストレートでKO負けを喫し、総合格闘技キャリアで初の黒星となった。
2010年4月10日のUFC 112では負傷欠場したビクトー・ベウフォートに替わってアンデウソン・シウバの持つ世界ミドル級王座に挑戦し、0-3の判定負けを喫し王座獲得に失敗した。
2012年7月7日、ウェルター級転向初戦となったUFC 148でキム・ドンヒョンと対戦。1Rにドンヒョンを倒した際に脇腹を負傷させTKO勝ち。
2013年2月2日、UFC 156でジョン・フィッチと対戦。フィッチからバックを奪い続け3-0の判定勝ち。ウェルター級3連勝となった。
2013年10月9日、UFC Fight Night: Maia vs. Shieldsでジェイク・シールズと対戦し、1-2の判定負け。
2014年2月22日、UFC 170でウェルター級ランキング4位のローリー・マクドナルドと対戦。1ラウンドは終始優勢だったものの、2ラウンド以降失速して判定負け。敗れはしたものの、ファイト・オブ・ザ・ナイトを受賞した。
2015年3月21日、UFC Fight Night: Maia vs. LaFlareでウェルター級ランキング14位のライアン・ラフレアーと対戦し、3-0の判定勝利。
2015年8月1日、UFC 190でウェルター級ランキング13位のニール・マグニーと対戦し、リアネイキドチョークで一本勝ち。パフォーマンス・オブ・ザ・ナイトを受賞した。
2015年12月12日、UFC 194でウェルター級ランキング12位のグンナー・ネルソンと対戦し、判定勝ち。
2016年5月14日、UFC 198でウェルター級ランキング8位のマット・ブラウンと対戦し、リアネイキドチョークで一本勝ち。
2016年8月27日、UFC on FOX 21でウェルター級ランキング4位のカーロス・コンディットと対戦。試合開始早々にテイクダウンを奪い、リアネイキッドチョークで一本勝ち。パフォーマンス・オブ・ザ・ナイトを受賞した。
2017年5月13日、UFC 211でウェルター級ランキング5位のホルヘ・マスヴィダルと対戦。マスヴィダルの打撃に苦しむもテイクダウンからバックを何度か取り、ポジショニングで優位に立って2-1の判定勝ち。UFC7連勝となりタイトル挑戦をアピール、オクタゴンサイドのダナ・ホワイトも了承した。
2017年7月29日、UFC 214のUFC世界ウェルター級タイトルマッチで王者のタイロン・ウッドリーに挑戦。21度に渡って試みたテイクダウンを全て防がれ、ウッドリーの打撃に苦しみ、0-3の5R判定負けで王座獲得に失敗した。
2017年10月28日、UFC Fight Night: Brunson vs. Machidaでウェルター級ランキング7位のコルビー・コヴィントンと対戦し、0-3の判定負け。
2018年5月19日、UFC Fight Night: Maia vs. Usmanでウェルター級ランキング7位のカマル・ウスマンと対戦し、0-3の5R判定負け。
2019年10月26日、UFC Fight Night: Maia vs. Askrenでウェルター級ランキング11位のベン・アスクレンと対戦。スタンドでは互角だったが寝技の攻防で優勢に立ち、3Rにリアネイキドチョークで一本勝ち。ファイト・オブ・ザ・ナイトを受賞した。
2020年3月14日、UFC Fight Night: Lee vs. Oliveiraでウェルター級ランキング12位のギルバート・バーンズと対戦し、左フックでダウンを奪われパウンドで1RTKO負け。
2021年6月12日、UFC 263でウェルター級ランキング12位のベラル・ムハマッドと対戦し、0-3の判定負け。
2021年8月23日、契約満了により約14年間参戦したUFCから離脱した。

## ファイトスタイル
現代MMAでは珍しい、スタンドの打撃戦にはほとんど付き合わず、テイクダウンや引き込みでグラウンドの攻防へ持ち込み、関節技や絞め技を極める柔術家としてのスタイルを確立している。寝技では、主に関節技ではなく絞め技を得意としており、中でもバックを奪ってからリアネイキドチョークを極めるまでの技術は、UFCでも随一である。しかし、レスラーなどテイクダウンディフェンスの技術が高い選手との勝負になると、テイクダウンを切られてグラウンドへ持ち込めずに、打撃戦で劣勢に立たされて負けてしまうことが多い。

## 人物・エピソード
- 尊敬する人物はヒクソン・グレイシーであり、相手を傷つけず、自らも傷つかずに勝利することを技術的な旨としている[4]。
- 大学時代はジャーナリズムを専攻しており、雑誌編集者の妻を持つ[5]。

## 戦績

### 総合格闘技
| 総合格闘技 戦績 | 総合格闘技 戦績 | 総合格闘技 戦績 | 総合格闘技 戦績 | 総合格闘技 戦績 | 総合格闘技 戦績 | 総合格闘技 戦績 |
| --------------- | --------------- | --------------- | --------------- | --------------- | --------------- | --------------- |
| 39 試合         | (T)KO           | 一本            | 判定            | その他          | 引き分け        | 無効試合        |
| 28 勝           | 3               | 14              | 11              | 0               | 0               | 0               |
| 11 敗           | 2               | 0               | 9               | 0               | 0               | 0               |

| 勝敗 | 対戦相手                         | 試合結果                            | 大会名                                                             | 開催年月日     |
| ×    | ベラル・ムハマッド               | 5分3R終了 判定0-3                   | UFC 263: Adesanya vs. Vettori 2                                    | 2021年6月12日  |
| ×    | ギルバート・バーンズ             | 1R 2:34 TKO（左フック→パウンド）    | UFC Fight Night: Lee vs. Oliveira                                  | 2020年3月14日  |
| ○    | ベン・アスクレン                 | 3R 3:54 TKO（リアネイキドチョーク） | UFC Fight Night: Maia vs. Askren                                   | 2019年10月26日 |
| ○    | アンソニー・ロッコ・マーティン   | 5分3R終了 判定2-0                   | UFC on ESPN 3: Ngannou vs. dos Santos                              | 2019年6月29日  |
| ○    | ライマン・グッド                 | 1R 2:38 リアネイキドチョーク        | UFC Fight Night: Assunção vs. Moraes 2                             | 2019年2月2日   |
| ×    | カマル・ウスマン                 | 5分5R終了 判定0-3                   | UFC Fight Night: Maia vs. Usman                                    | 2018年5月19日  |
| ×    | コルビー・コヴィントン           | 5分3R終了 判定0-3                   | UFC Fight Night: Brunson vs. Machida                               | 2017年10月28日 |
| ×    | タイロン・ウッドリー             | 5分5R終了 判定0-3                   | UFC 214: Cormier vs. Jones 2 【UFC世界ウェルター級タイトルマッチ】 | 2017年7月29日  |
| ○    | ホルヘ・マスヴィダル             | 5分3R終了 判定2-1                   | UFC 211: Miocic vs. dos Santos 2                                   | 2017年5月13日  |
| ○    | カーロス・コンディット           | 1R 1:52 リアネイキドチョーク        | UFC on FOX 21: Maia vs. Condit                                     | 2016年8月27日  |
| ○    | マット・ブラウン                 | 3R 4:31 リアネイキドチョーク        | UFC 198: Werdum vs. Miocic                                         | 2016年5月14日  |
| ○    | グンナー・ネルソン               | 5分3R終了 判定3-0                   | UFC 194: Aldo vs. McGregor                                         | 2015年12月12日 |
| ○    | ニール・マグニー                 | 2R 2:52 リアネイキドチョーク        | UFC 190: Rousey vs. Correia                                        | 2015年8月1日   |
| ○    | ライアン・ラフレアー             | 5分5R終了 判定3-0                   | UFC Fight Night: Maia vs. LaFlare                                  | 2015年3月21日  |
| ○    | アレクサンドル・ヤコヴレフ       | 5分3R終了 判定3-0                   | UFC Fight Night: Miocic vs. Maldonado                              | 2014年5月31日  |
| ×    | ローリー・マクドナルド           | 5分3R終了 判定0-3                   | UFC 170: Rousey vs. McMann                                         | 2014年2月22日  |
| ×    | ジェイク・シールズ               | 5分5R終了 判定1-2                   | UFC Fight Night: Maia vs. Shields                                  | 2013年10月9日  |
| ○    | ジョン・フィッチ                 | 5分3R終了 判定3-0                   | UFC 156: Aldo vs. Edgar                                            | 2013年2月2日   |
| ○    | リック・ストーリー               | 1R 2:30 ネッククランク              | UFC 153: Silva vs. Bonnar                                          | 2012年10月13日 |
| ○    | キム・ドンヒョン                 | 1R 0:47 TKO（肋骨の負傷）           | UFC 148: Silva vs. Sonnen 2                                        | 2012年7月7日   |
| ×    | クリス・ワイドマン               | 5分3R終了 判定0-3                   | UFC on FOX 2: Evans vs. Davis                                      | 2012年1月28日  |
| ○    | ジョルジ・サンチアゴ             | 5分3R終了 判定3-0                   | UFC 136: Edgar vs. Maynard 3                                       | 2011年10月8日  |
| ×    | マーク・ムニョス                 | 5分3R終了 判定0-3                   | UFC 131: dos Santos vs. Carwin                                     | 2011年6月11日  |
| ○    | ケンドール・グローブ             | 5分3R終了 判定3-0                   | The Ultimate Fighter: Team GSP vs. Team Koscheck Finale            | 2010年12月4日  |
| ○    | マリオ・ミランダ                 | 5分3R終了 判定3-0                   | UFC 118: Edgar vs. Penn 2                                          | 2010年8月28日  |
| ×    | アンデウソン・シウバ             | 5分5R終了 判定0-3                   | UFC 112: Invincible 【UFC世界ミドル級タイトルマッチ】              | 2010年4月10日  |
| ○    | ダン・ミラー                     | 5分3R終了 判定3-0                   | UFC 109: Relentless                                                | 2010年2月6日   |
| ×    | ネイサン・マーコート             | 1R 0:21 KO（右ストレート）          | UFC 102: Couture vs. Nogueira                                      | 2009年8月29日  |
| ○    | チェール・ソネン                 | 1R 2:37 三角絞め                    | UFC 95: Sanchez vs. Stevenson                                      | 2009年2月21日  |
| ○    | ネイサン・クォーリー             | 1R 2:13 チョークスリーパー          | UFC 91: Couture vs. Lesnar                                         | 2008年11月15日 |
| ○    | ジェイソン・マクドナルド         | 3R 2:44 チョークスリーパー          | UFC 87: Seek and Destroy                                           | 2008年8月9日   |
| ○    | エド・ハーマン                   | 2R 2:27 三角絞め                    | UFC 83: Serra vs. St-Pierre 2                                      | 2008年4月19日  |
| ○    | ライアン・ジェンセン             | 1R 2:40 チョークスリーパー          | UFC 77: Hostile Territory                                          | 2007年10月20日 |
| ○    | ライアン・スタウト               | 1R 1:54 TKO（肩の負傷）             | Gracie Fighting Championships: Evolution                           | 2007年5月19日  |
| ○    | ファビオ・"ネガォン"・ナシメント | 1R ギロチンチョーク                 | Super Challenge 1 【83 kg級トーナメント 決勝】                     | 2006年10月7日  |
| ○    | グスタボ・シム                   | 5分2R終了 判定3-0                   | Super Challenge 1 【83 kg級トーナメント 準決勝】                   | 2006年10月7日  |
| ○    | カテウ・キビス                   | 1R チョークスリーパー               | Super Challenge 1 【83 kg級トーナメント 1回戦】                    | 2006年10月7日  |
| ○    | ウカシュ・チレヴィツキ           | 1R 4:22 腕ひしぎ十字固め            | The Cage Vol.4: Redemption                                         | 2005年12月3日  |
| ○    | ラウル・ソーサ                   | 1R 0:48 TKO（パンチ連打）           | Tormenta en el Ring                                                | 2001年9月21日  |

### グラップリング
| 勝敗 | 対戦相手                     | 試合結果         | 大会名                                       | 開催年月日    |
| ×    | ルイス・ビッグマック         | レフェリー判定   | スーパーチャレンジ・グラップリング 【2回戦】 | 2007年12月8日 |
| ○    | ブルーノ・バストス           | ポイント3-0      | スーパーチャレンジ・グラップリング 【1回戦】 | 2007年12月8日 |
| ○    | フラビオ・アルメイダ         | 腕ひしぎ十字固め | ADCC 2007 【88 kg未満級 決勝】               | 2007年5月6日  |
| ○    | Tarsis Humphres              | ポイント         | ADCC 2007 【88 kg未満級 準決勝】             | 2007年5月6日  |
| ○    | ハファエル・ロバト・ジュニア | ポイント         | ADCC 2007 【88 kg未満級 2回戦】              | 2007年5月5日  |
| ○    | 岡見勇信                     | ポイント0-(-1)   | ADCC 2007 【88 kg未満級 1回戦】              | 2007年5月5日  |
| ×    | ホナウド・ジャカレイ         | ポイント(-1)-0   | ADCC 2005 【88 kg未満級 決勝】               | 2005年5月29日 |
| ○    | サウロ・ヒベイロ             | ポイント0-(-1)   | ADCC 2005 【88 kg未満級 準決勝】             | 2005年5月29日 |
| ○    | デイビッド・アヴェラン       | ポイント3－0     | ADCC 2005 【88 kg未満級 2回戦】              | 2005年5月28日 |
| ○    | マルコ・ヘレン               | ポイント3－0     | ADCC 2005 【88 kg未満級 1回戦】              | 2005年5月28日 |

## 獲得タイトル
- 世界柔術選手権 紫帯メイオペサード（85 kg）級 優勝（2000年）
- 柔術オリンピック世界杯 黒帯 優勝（2002年）
- 柔術オリンピック世界杯 黒帯アブソルート級 優勝（2003年）
- ADCC 2005ブラジル予選 88 kg未満級 優勝（2004年）
- 柔術オリンピック世界杯 黒帯メイオペサード級 優勝（2005年）
- ADCC 2005 88 kg未満級 準優勝（2005年）
- 世界柔術選手権 黒帯メイオペサード級 3位（2005年）
- パンアメリカン柔術選手権 黒帯 優勝（2006年）
- Super Challenge 1 83 kg級トーナメント 優勝（2006年）
- ADCC 2007 88 kg未満級 優勝（2007年）

## 表彰
- UFC ファイト・オブ・ザ・ナイト（2回）
- UFC パフォーマンス・オブ・ザ・ナイト（2回）
- UFC サブミッション・オブ・ザ・ナイト（4回）